# SOTRA Tourisme & Voyages
Pour les articles homonymes, voir Sotra (homonymie).
 (septembre 2014).
Si vous disposez d'ouvrages ou d'articles de référence ou si vous connaissez des sites web de qualité traitant du thème abordé ici, merci de compléter l'article en donnant les références utiles à sa vérifiabilité et en les liant à la section « Notes et références ».
SOTRA Tourisme & Voyages (STV) est une agence de voyages et une société de transport ivoirienne, filiale de la SOTRA,.
SOTRA Tourisme offre des voyages dans presque tout le pays à travers des cars, des bateaux et des avions par des professionnels du tourisme,.

## Moyens de Transports
- Avion
- Bateau
- Car